# Куня Главица
Куня Главица (на сръбски: Куња Главица) е село в Босна и Херцеговина, разположено в община Требине, в ентитета на Република Сръбска. Населението му според преброяването през 2013 г. е 29 души, от тях: 28 (96,55 %) сърби и 1 (3,44 %) югославянин.

## Население
Численост на населението според преброяванията през годините:
- 1961 – 122 души
- 1971 – 111 души
- 1981 – 78 души
- 1991 – 60 души
- 2013 – 29 души